# Robert Ier (duc de Parme)
Pour les articles homonymes, voir Robert Ier.
Pour les autres membres de la famille, voir Maison de Bourbon-Parme.
Robert Ier, né le 9 juillet 1848 à Florence et mort le 16 novembre 1907 à Viareggio, est un prince de la maison de Bourbon-Parme et le dernier souverain effectif des duchés de Parme et de Plaisance de 1854 jusqu'en 1859.
Fils de Charles III de Bourbon-Parme et de son épouse Louise d'Artois, il est l'arrière-petit-fils des rois Charles X et François Ier des Deux-Siciles, et le neveu du comte de Chambord, prétendant au trône de France et de Navarre. À la mort de son père, Robert n'ayant que six ans, il règne sous la régence de sa mère. La duchesse congédie quelques-uns des collaborateurs les plus réactionnaires de son mari mais à la suite des mouvements révolutionnaires de juillet 1854 inspirés par Giuseppe Mazzini, elle met en place une politique répressive. En mai 1859, Robert n'a que onze ans lorsque débute la seconde guerre d'indépendance. Soutenu par la France de Napoléon III, le royaume de Sardaigne pousse l'Autriche à lui déclarer la guerre. En vertu des accords de Plombières, la France vole au secours du petit royaume « agressé » par l'Empire autrichien. La régente de Parme, en raison des désordres, préfère se réfugier dans le royaume lombard-vénitien puis, en raison des défaites autrichiennes, en Suisse. La régente rédige une protestation depuis Saint-Gall le 28 juin. Le 11 juillet, la seconde guerre d'indépendance prend fin avec les préliminaires de l'armistice de Villafranca, cependant ce n'est que le 15 septembre suivant que la dynastie des Bourbons est déchue du trône et que Parme est intégrée dans la province de l’Émilie. Le 19 mars 1860, le duché de Parme est annexé au nouveau royaume d'Italie.
Après l'annexion du duché, Robert conserve le titre de « duc titulaire de Parme et Plaisance ». Il bénéficie également d'un patrimoine considérable avec de nombreuses possessions, ce qui fait de lui l'un des princes les plus riches d'Europe. En 1883, après la mort de son oncle le comte de Chambord, bien que ne pouvant pas lui succéder comme prétendant au trône de France en vertu de la loi salique, Robert hérite du domaine du château de Chambord.
Marié à deux reprises, il est le père de 24 enfants, le grand-père de 46 petits-enfants dont plusieurs sont des têtes couronnées (Boris III de Bulgarie, Charles-Hugues de Parme, Jean de Luxembourg, Anne de Roumanie, l'archiduc Otto de Habsbourg-Lorraine, Charles de Bourbon-Deux-Siciles). Il est aussi l’arrière-grand-père de 135 arrière-petits-enfants.

## Famille
A sa naissance, le prince Robert est le fils du prince héréditaire de Parme, Ferdinand-Charles de Bourbon (lui-même fils du duc souverain de Parme Charles II et de Marie-Thérèse de Savoie) et de Louise d'Artois (fille de Charles-Ferdinand d'Artois, duc de Berry, et de Marie-Caroline de Bourbon-Siciles, Louise d'Artois est la petite-fille paternelle du roi de France Charles X et de Marie-Thérèse de Savoie, et la sœur aînée du comte de Chambord ; elle est aussi l'arrière petite-fille maternelle de Ferdinand 1er des Deux-Siciles et de Marie-Caroline d'Autriche). Robert a une sœur aînée Marguerite-Marie, une sœur cadette Alice, et un frère cadet Henri, comte de Bardi.
Son grand-père Charles II règne alors (1847-1849) sur les duchés mais la révolution contraint cet homme affable mais peu politique à abdiquer : il quitte alors ses États et passe sa vie, sous le titre de courtoisie de comte de Villafranca, entre Paris, Nice et le château saxon de Weistropp (de) qu'il a hérité de sa mère. Le prince héréditaire Ferdinand-Charles devient le duc Charles III, mais il mène une politique conservatrice et périt assassiné en 1854.

## Règne

### Accession au trône et régence

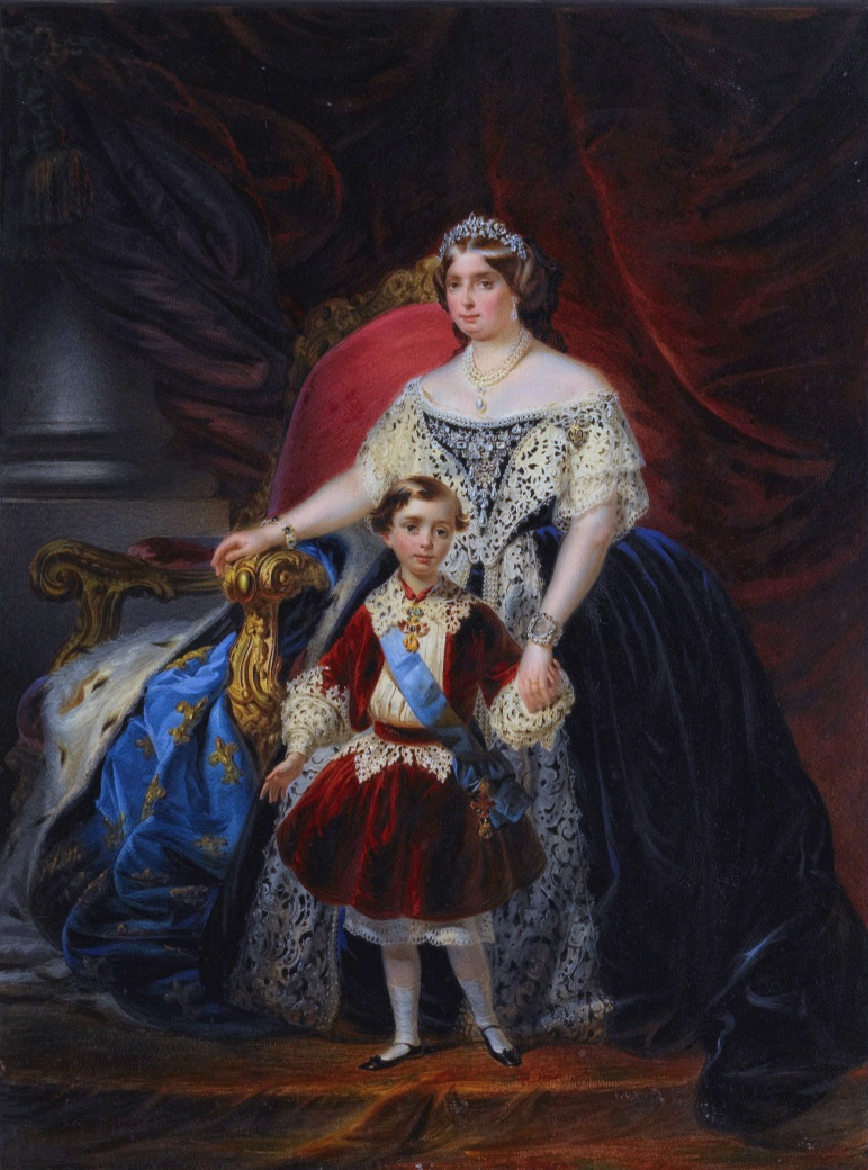
Le duc Robert et sa mère (1854)

Le 25 août 1849, Ferdinand-Charles monte sur le trône sous le nom de Charles III. Agé de 26 ans, il est marié depuis 4 ans à Louise d'Artois, fille du duc de Berry Charles-Ferdinand d'Artois et sœur du « comte de Chambord », prétendant légitimiste au trône de France dont il a trois enfants (un second et dernier fils naîtra en 1851). Il s'agit là d'un personnage très discuté, intelligent mais étrange, dont l'une des premières actions est d'intervenir contre les membres de la régence et d'instituer une commission chargée d'étudier les dépenses du gouvernement révolutionnaire.
Le duc dit vouloir l'indépendance vis-à-vis de l'Autriche à laquelle il est lié et sur qui il peut compter en cas d'attaques extérieures ou de révoltes internes. Extravagant, il exige de ses sujets une conduite qu'il n'a pas et se montre violent. Le duché se partage entre libéraux et légitimistes, mouvement issu de la Restauration française qui s'appuie sur une campagne traditionaliste, les villes penchant plutôt du côté des libéraux. En 1853, les légitimistes de Parme, soutenus par la duchesse, souhaitent l'abdication du duc alors qu'il se trouve en Autriche pour assister à des manœuvres. Mis au courant, le duc fait surveiller étroitement sa femme et renvoie les fonctionnaires ayant participé au complot. À Parme, les impôts augmentent, les habitants vivent sous la surveillance du chef de la police Bassetti qui signe de nombreux ordres de punitions corporelles, suivant les exigences du duc. Le mécontentement gronde en ville. Le duc est poignardé dans une rue de Parme le 26 mars 1854 par Antonio Carra et meurt le lendemain à l'âge de 31 ans,.
Le 27 mars, la veuve du duc, Louise-Marie, âgée de 35 ans, annonce la mort de son époux et proclame son fils Robert Ier nouveau souverain, elle-même assumant la régence. Tous les ministres sont remplacés afin d'apaiser les tensions. Succédant au gouvernement militaire de Charles III, le nouveau gouvernement doit rechercher la neutralité et l'indépendance vis-à-vis de l'Autriche, mais le 22 juillet 1854, les sujets inquiets tentent de se révolter. Tout débute par l'occupation de deux cafés, les troupes arrivées sur place tirent, ce qui provoque une insurrection que l'armée autrichienne réprime violemment. Louise-Marie montre son hostilité à une répression judiciaire excessive et demande la fin des procès et le retour en Autriche des officiers les plus durs. Les troupes autrichiennes quittent définitivement le duché le 5 février 1857.
En 1856, la Régente reçoit l'unique visite de son beau-père. Le petit duc fait alors brièvement connaissance avec son grand-père, le duc déchu Charles II.

### L'annexion du duché
Début mai 1859, avec le déclenchement de la deuxième guerre d'indépendance italienne, de nouveaux désordres éclatent. Ils provoquent le départ de la famille régnante pour Mantoue. Les mazziniens constituent un gouvernement provisoire mis en échec par les militaires, qui ne les soutiennent pas. La duchesse revient alors à Parme. Le 9 juin 1859, après la victoire de Magenta, Louise-Marie quitte définitivement Parme, non sans avoir exposé sa désapprobation dans une lettre de protestation rédigée depuis Saint-Gall le 28 juin.
Le 19 mars 1860 le duché de Parme est annexé au nouveau royaume d'Italie. Dès le 28 mars, la Régente fait connaître son opposition par une protestation écrite depuis Zurich tandis que l'ex-duc Charles II, grand-père de Robert, se rallie au nouveau royaume d'Italie.
L'unification de l'Italie du Nord est alors sur le point de se réaliser sous l'égide du royaume de Sardaigne. La Lombardie est annexée en juin 1859 sur la base des résultats du plébiscite de 1848. Il n'en est pas de même pour les États parmesans qui passent cependant, le 7 juin 1859, sous administration sarde.

## Héritage du comte de Chambord

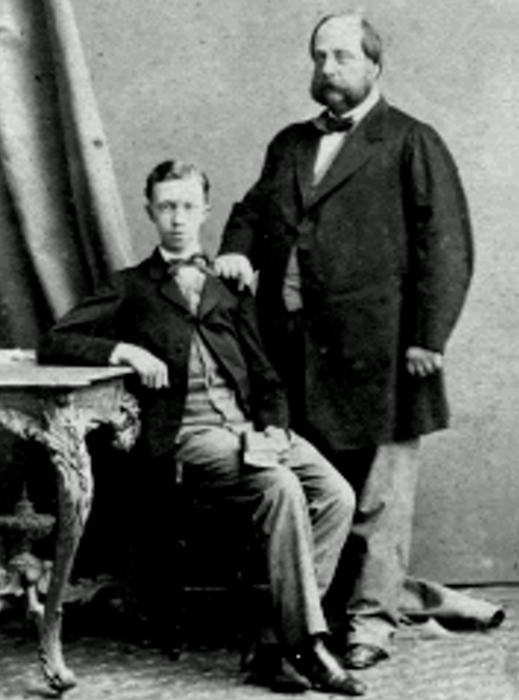
Robert avec son oncle, le comte de Chambord.

Proche de son oncle, ce dernier s'occupe de l'éducation du jeune Robert depuis la mort de son père. Le comte de Chambord n'ayant pas eu d'enfants, il a reporté son affection sur les enfants de sa sœur. Après la mort de Louise d'Artois, en 1864, le comte et la comtesse de Chambord deviennent les tuteurs de Robert et de ses frères et sœurs.
À la mort sans descendance du comte, en 1883, le duc Robert hérite d'une partie de sa fortune et de ses biens dont le prestigieux château de Chambord. Malgré la perte de son trône, le Duc bénéficie d'un patrimoine considérable et unique en Europe. La famille ducale voyage en train spécial de plus de dix voitures, dispose d'un château à Schwarzau am Steinfeld à proximité de Vienne, à Camaiore (la Villa Borbone delle Pianore (it)) dans le nord de l'Italie auxquels s'ajoute en 1883 le château de Chambord, un des plus vastes domaines privés de France, hérité de son oncle maternel le comte de Chambord.
Outre la fortune et le domaine de Chambord, certains prétendent alors en Navarre même ou ailleurs que Robert devrait recueillir, après son oncle, les droits sur le « royaume de Navarre » — en qualité d'héritier non salique, car bien que la Navarre fût unie à la France depuis 1620, en vertu d'un édit d'union de Louis XIII, la loi salique y était étrangère et toujours rejetée par les États généraux de Navarre jusqu'en 1789.

## Chef de la maison de Parme
Robert, souverain victime des ambitions d'une dynastie libérale, son frère et ses sœurs, fréquentent leurs pairs, catholiques et conservateurs.
En 1867, sa soeur la princesse Marguerite épouse le « duc de Madrid », futur prétendant carliste et légitimiste aux trônes espagnol et français, tandis que sa sœur Alice épouse l'ex-grand-duc Ferdinand IV de Toscane, lui aussi victime des ambitions sardes. En 1869, Robert épouse la princesse Maria-Pia des Deux-Siciles, sœur de l'ex-roi François II.

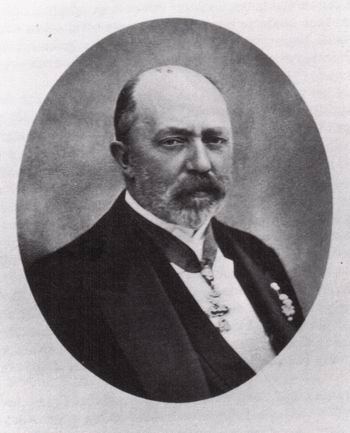
Le duc Robert de Parme.

À la différence du duc de Parme, tous les princes ne supportèrent pas sans souffrance la vacuité d'une vie d'exilé. Deux de ses beaux-frères meurent tragiquement. En 1871, le comte d'Agrigente, gendre de la Reine d'Espagne, se donne la mort à l'âge de 25 ans. Un autre prince de Sicile, le comte de Trani, beau-frère de l'empereur d'Autriche, sombre dans l'alcool avant de mourir tragiquement en 1886.
Son frère, Henri de Bourbon-Parme, comte de Bardi, épouse en 1873 une princesse de Sicile, sœur de sa belle-sœur, qui meurt peu après ses noces. Il se remarie en 1876 avec l'infante Adelgonde de Jésus de Bragance, fille du roi déchu Michel de Portugal.
Durant la troisième guerre carliste (1872-1876) déclenchée par son beau-frère "Charles VII" dans le nord de l'Espagne, principalement en Haute-Navarre et dans les provinces basques, le duc de Parme réside près du front, à Biarritz, sur la Côte basque, tandis que sa soeur Marguerite, épouse de Charles VII, réside à Pau.
Le séjour basque du duc de Parme se prolonge au-delà de la défaite de Charles VII, jusqu'en 1882, quand la duchesse Maria-Pia meurt à Biarritz en donnant le jour à son douzième enfant. Curieusement, c'est au moment oú il devient héritier du royaume de Navarre à la suite du décès de son oncle le comte de Chambord en 1883, qu'il quitte la région. En effet à cette époque la Troisième République commence à prendre des mesures contre la présence sur le territoire français de possibles prétendants royaux, ce qui aboutit à la loi d'interdiction de séjour en France du 22 juin 1886.
Veuf à 34 ans, le duc se remarie dès 1884 en Autriche à l'infante Antonia de Bragance, fille du roi déchu Michel de Portugal et sœur de la comtesse de Bardi. La seconde duchesse de Parme donnera douze enfants à son mari.
En 1893, de nombreux événements, heureux ou non se déroulent la vie de Robert. Tout d’abord sa sœur aîné la duchesse de Madrid rend l’âme en janvier. Puis une autre de ses belles-sœurs, la princesse Marie-Anne de Bragance, après avoir longtemps patienté, épouse le grand-duc héritier Guillaume de Luxembourg. Le mariage sera heureux et donnera naissance à six filles. La même année, sa fille aînée, Marie-Louise de Parme, épouse le prince de Bulgarie Ferdinand Ier, fils cadet et préféré de l'ambitieuse Clémentine d'Orléans, fille de Louis-Philippe. La vie conjugale de la princesse consort de Bulgarie sera très malheureuse. La très catholique princesse mourra prématurément après avoir donné le jour à plusieurs enfants qui, contre sa volonté et malgré les promesses de son mari, seront élevés dans la religion orthodoxe.
En 1903, le prince Élie, seul fils issu du premier mariage du duc à n'être pas atteint d'un handicap, épouse l'archiduchesse Marie-Anne d'Autriche, nièce de la reine-mère d'Espagne et de la dernière reine de Bavière. Le couple assure rapidement la continuité de la dynastie. La princesse Adélaïde, fille aînée du second mariage du duc, entre en religion et devient bénédictine à l'Abbaye de Solesmes.
En 1906, sa fille Béatrice de Bourbon-Parme épouse le comte Pietro Lucchesi-Palli, petit-fils d'Hector Lucchesi-Palli et de la duchesse de Berry. Elle donne le jour à un fils en 1907.

## Mort et héritage
Le dernier duc de Parme s'éteint à la Villa Pianore, près de Viareggio le 16 novembre 1907 à l'âge de 59 ans. Sa dépouille y est inhumée.
Moins de quatre mois après la mort du duc Robert en 1907, le grand maréchal de la cour autrichienne déclare six enfants du premier mariage du défunt duc incompétents : ils sont mentalement attardés et vont être placés sous l'autorité de la veuve du duc, la « duchesse » Antonia. Élie, né en 1880 et plus jeune fils du premier mariage de Robert, devient régent pour ses frères aînés, Henri, qui décédera en 1939 puis Joseph (1875-1950) dont il est le tuteur. Il succède à ses frères en tant « duc de Parme » en 1950.  Il meurt en 1959.
Durant la Première Guerre mondiale certains des fils du duc servent dans les forces armées autrichiennes, d'autres dans l'armée belge (La République Française ne voulant pas des membres des dynasties ayant régné sur la France). De ses filles - dont trois entrent en religion -, Marie-Louise est la première reine des Bulgares, Zita, la dernière impératrice d'Autriche. De ses fils, Félix épousa la grande-duchesse Charlotte Ire de Luxembourg et René fut le père de la « reine » Anne de Roumanie.

## Descendance

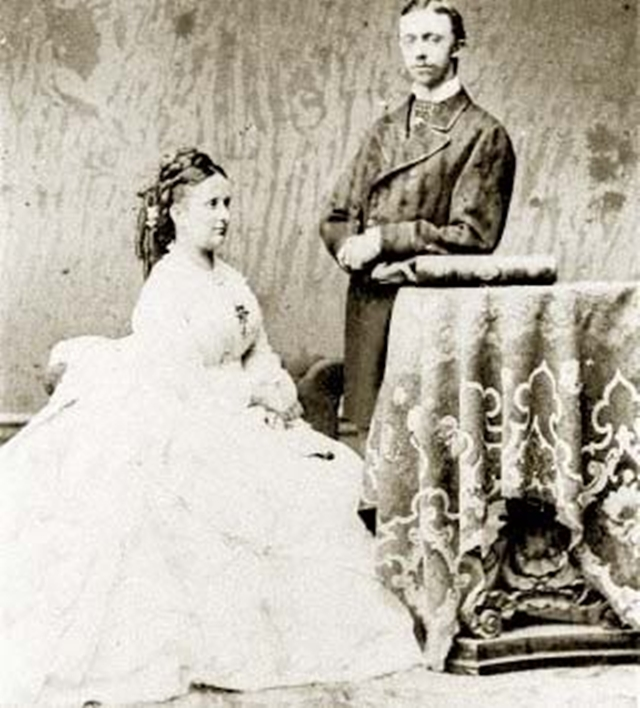
Robert et Maria Pia.

Le 5 avril 1869, Robert épouse à Rome Pia de Bourbon-Siciles (1849-1882). De cette union naîtront:
1. Marie-Louise (17 janvier 1870, Rome-31 janvier 1899, Sofia), elle épouse Ferdinand Ier de Bulgarie en 1893 (postérité)
2. Ferdinand Marie Charles Pie Louis François Joseph de Bourbon (5 mars 1871-14 avril 1871)
3. Louise Marie Annonciade Henriette Thérèse de Bourbon (24 mars 1872, Cannes-1943), handicapée mentale.
4. Henri (13 juin 1873, Wartegg-1939), prétendant au duché de Parme, sans alliance, handicapé mental.
5. Immaculée (21 juillet 1874, Wartegg-1914), handicapée mentale.
6. Joseph Paul François de Bourbon (30 juin 1875, Biarritz-1950), prétendant au duché de Parme, sans alliance, handicapé mental.
7. Marie Thérèse de Bourbon (15 octobre 1876, Biarritz-1959), handicapée mentale.
8. Marie Pia Antoinette Caroline de Bourbon (9 octobre 1877, Biarritz-1915), handicapée mentale.
9. Béatrix de Bourbon (9 janvier 1879, Biarritz-1946), elle épouse le comte Pierre Lucchesi Palli (mort en 1939) en 1906 (postérité)
10. Élie Robert Charles Marie de Bourbon (23 juillet 1880, Biarritz-1959), régent pour ses frères aînés (1907/1950) puis prétendant au duché de Parme, en 1903, il épousa Marie-Anne de Habsbourg-Lorraine-Teschen, archiduchesse d'Autriche, princesse de Bohême et de Hongrie (1882-1940) (postérité)
11. Marie Anastasie Antoinette Christine Ferdinande de Bourbon (25 août 1881, Biarritz - 7 septembre 1881, Biarritz)
12. Auguste de Bourbon (29 septembre 1882, Biarritz - 29 septembre 1882, Biarritz ; décède 5 minutes après sa naissance et sa mère juste après l'accouchement)

Veuf, Robert de Bourbon épouse le 15 octobre 1884 à Zell am See Antonia de Bragance (1862-1959). De cette union naissent :
1. Adélaïde (5 août 1885, Wartegg-1959), religieuse à l'abbaye de Solesmes ;
2. Sixte (1886-1934), épouse en 1919 Hedwige de La Rochefoucauld (1896-1986), dont postérité ;
3. François-Xavier (25 mai 1889, Camaiore-1977), prétendant au duché de Parme et chef de la communion carliste, épouse en 1927 Madeleine de Bourbon-Busset (1898-1984), dont postérité ;
4. Françoise (22 avril 1890, Schwarzau am Steinfeld-1978), religieuse à l'abbaye de Solesmes ;
5. Zita (1892-1989), impératrice d'Autriche, reine de Hongrie, épouse en 1911 Charles Ier d'Autriche, dont postérité ;
6. Félix (1893-1970), épouse en 1919 la grande-duchesse Charlotte Ire de Luxembourg (1896-1985), dont postérité ;
7. René (1894-1962), épouse en 1921 Marguerite de Danemark (1895-1992), dont postérité, entre autres la « reine » Anne de Roumanie ;
8. Marie-Antoinette (1895-1977), religieuse à l'abbaye de Solesmes ;
9. Isabelle (1898-1984), sans alliance ;
10. Louis (1899-1967), épouse en 1939 la princesse Marie-Françoise de Savoie (1914-2001), dont postérité ;
11. Henriette (1903-1987), sans alliance.
12. Gaëtan (1905-1958), épouse en 1931 Marguerite de Thurn und Taxis, dont postérité.

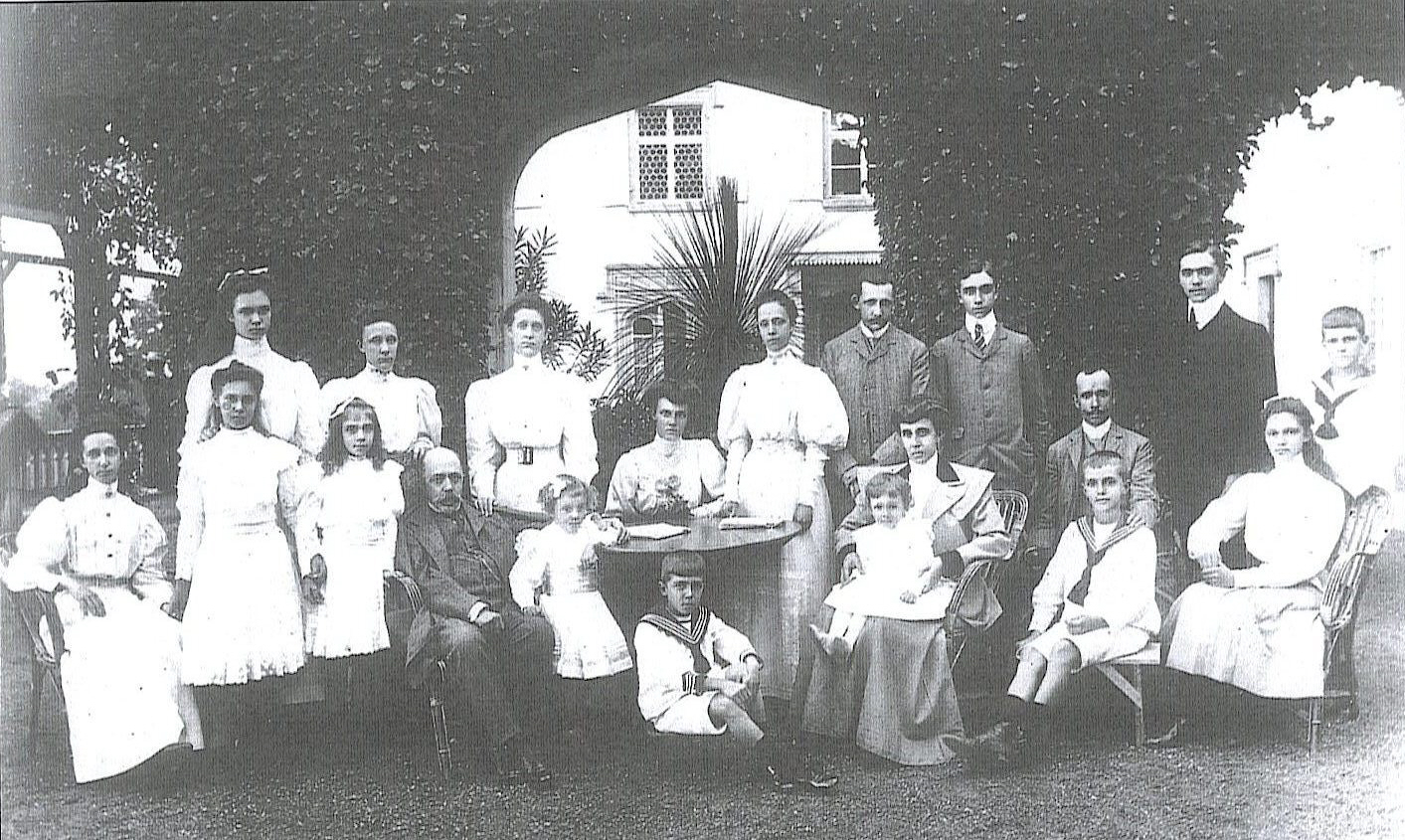
Le couple ducal et ses enfants (1906)

## Sources
- (it) Cet article est partiellement ou en totalité issu de l’article de Wikipédia en italien intitulé « Roberto I di Parma » (voir la liste des auteurs).
- Tableau généalogique de la Maison de Bourbon de Bernard Mathieu et d'André Devèche Edit. de La Tournelle (1984)